# Ópera del Margrave
La Ópera del Margrave (Markgräfliches Opernhaus) en la ciudad de Bayreuth de Franconia (Alemania) es uno de los pocos teatros barrocos que han persistido intactos y junto al Teatro de Cuvilliés de Múnich, el Teatro del Castillo de Český Krumlov y el de Drottningholm en Suecia son considerados joyas del género.

## Historia

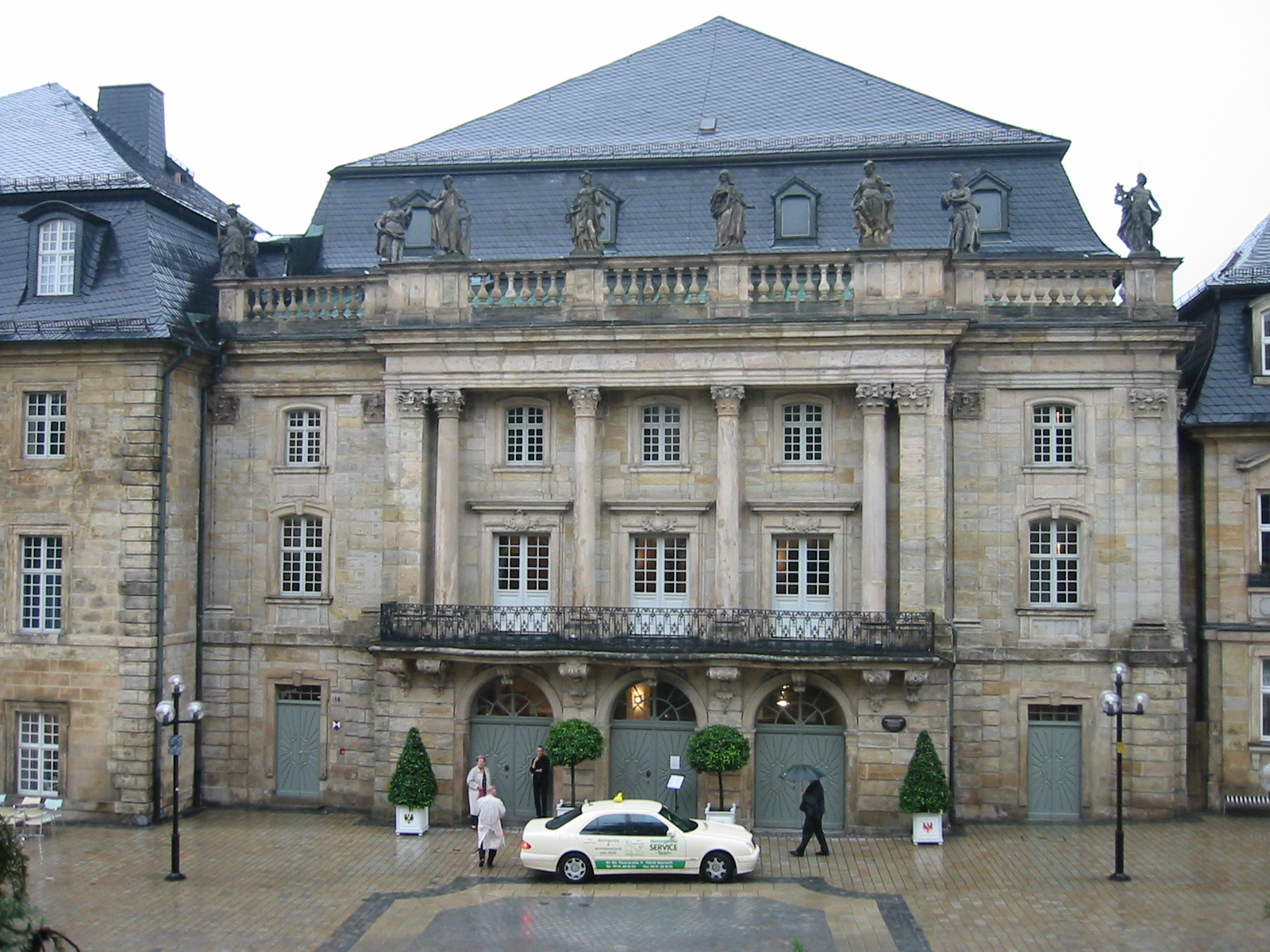
Exterior de la ópera.

Construida entre 1744 y 1748 por Joseph Saint-Pierre, el interior fue diseñado por Giuseppe Galli Bibiena y su hijo Carlo di Bologna para la Princesa Guillermina de Prusia (1709-1758), hermana de Federico el Grande y esposa del Margrave Federico III. La princesa se implicó mucho en la ópera, participando como escritora, compositora, actriz y directora.
La profundidad de su escenario atrajo la atención de Richard Wagner, quien visitó la ciudad en abril de 1870 con su esposa Cosima Liszt, dirigió la Novena Sinfonía de Beethoven el 22 de mayo de 1872 e inicialmente lo tomó en consideración para representar sus óperas, decidiéndose luego por la construcción de un nuevo teatro en la colina de la ciudad, hoy el Teatro de los Festivales, donde se celebra el Festival de Bayreuth dedicado exclusivamente a sus obras.

## Actualidad
Desde el año 2000 se celebra anualmente en la Ópera del Margrave el festival de ópera barroca, que no debe confundirse con el Bayreuther Festspielhaus (Teatro de los Festivales) que data de 1876. 
En 1994 se filmaron en su interior escenas de la película Farinelli.
Fue declarado Patrimonio de la Humanidad por la Unesco en 2012.
Desde septiembre de 2012 está sufriendo obras de renovación, que tienen prevista su finalización en abril de 2018, con la inauguración programada para el 12 de abril, fecha en la que se representará, como en su inauguración en 1748, la ópera Artaserse, de Johann Adolph Hasse.